# William S. Yellow Robe, Jr.
William S. Yellow Robe, Jr. (nascut en 1950) és un actor, escriptor, director, dramaturg i poeta amerindi.

## Vida i carrera
És membre de la tribu reconeguda federalment de les Tribus Assiniboines i Sioux de la reserva índia de Fort Peck de Montana, on el va dur la seva mare quan era petit i on va créixer. Va estudiar escriptura i arts escèniques a la Universitat de Montana.
Les obres de Yellow Robe s'han estrenat arreu dels Estats Units, inclòs per la Companyia de Teatre Penumbra a St. Paul; el Public Theater a Nova York; la Trinity Repertory Company de Providence, RI; i al Museu Nacional de l'Indi Americà del Smithsonian a Washington, D.C. És membre de la Companyia Penumbra, així com de l'Ensemble Studio Theater, AMERINDA, Inc., i del consell assessor de la Companyia de Teatre Red Eagle Soaring Theater Company per a la joventut nadiua.
Yellow Robe també ha ensenyat a l'Institut d'Arts Ameríndies, Brown University, i a la Universitat de Maine.

## Premis
- Fundació Princesa Grace Theater Fellowship (1989)
- The Playwrights' Center Jerome Fellowship
- Cercle d'Escriptors Nadius d'Amèrica Premi del Llibre de les Primeres Nacions per Prosa (1992)
- Conferència de Teatre de Nova Anglaterra Premi Especial[12]

## Obres
- Grandchildren of the Buffalo Soldiers and Other Untold Stories. UCLA American Indian Studies Center, 2009. ISBN 093562659X.
- Where the Pavement Ends: Five Native American Plays. Norman: University of Oklahoma Press, 2003. ISBN 0806132655.